# 秦庆华
秦庆华，澳大利亚国立大学终身教授，研究领域包括计算力学、固体力学等，发表论文数百篇，中国教育部第四批“长江学者”特聘教授。

## 生平
1982年毕业于西安公路学院（今长安大学），1984年和1990年先后获得华中理工大学获计算力学硕士、船舶结构力学博士学位，1995至1997年在清华大学从事博士后研究。
后在悉尼大学、澳大利亚国立大学任教。